# Alsószentmárton
Alsószentmárton es un pueblo ubicado en el condado de Baranya, Hungría.

## Superficie
Posee una superficie de 13,61 kilómetros cuadrados.

## Demografía
Hasta 2021 la población era de 1202 habitantes, con una densidad de población de 88,31 habitantes por kilómetro cuadrado.